# 德國國家男子籃球隊
德國籃球國家隊，是代表德國參加國際籃球賽事的籃球國家隊。德國籃球國家隊是世界強隊之一。獲得過2002年籃球世錦賽的銅牌和2023年籃球世界盃金牌及1993年歐洲籃球錦標賽的冠軍。此外還在2005年的歐洲籃球錦標賽上贏得银牌和2022年歐洲籃球錦標賽上贏得銅牌。奧運會最佳成績為第七名。

## 著名球员
- 德克·诺维茨基

## 外部連結
- （德文） Official page, with news and profiles